# Lau Dan
Lau Dan (Hongkong, 13 januari 1944) is de acteurnaam van Lau Hing-Kei 刘庆基 (pinyin: Liú Qìngjī). Shandong, Weihai 山东威海 is de jiaxiang van Lau Dan en zijn kinderen. Lau Dan is een Hongkongse TVB acteur en speelt al sinds 1975 in televisieseries. Lau is vroeger ook lid geweest van de Sai Kungse District Council. Zijn zoon Hawick Lau was een TVB acteur, maar werkt nu voor HKATV. In 2000 haalde hij met 15.000 stemmen niet de benodigde hoeveelheid om lid te worden de vertegenwoordiging van de Oost-New Territories in het Hongkongse congres. Lau heeft zit bij de Hongkongse Liberal Party.

## niet completeFilmografievanaf 1980
- The Bund 上海滩 (1980)
- The Legend of the condor heroes 射雕英雄传 (1983)
- The Legend of the condor heroes 射雕英雄传 (1994)
- A Kindred Spirit' (1995)
- The Stamp of Love (2001)
- Virtues of Harmony (2001)
- Where The Legend Begins (2002)
- Golden Faith (2002)
- Virtues of Harmony II (2003)
- Back To Square One (2003)
- Revolving Doors of Vengeance (2005)
- Food for Life (2005)
- Trimming Success (2006)
- War and Destiny (2006)
- Land of Wealth (2006)
- The Ultimate Crime Fighter 通天干探 (2007)
- The Seventh Day 最美丽的第七天 (2008)
- The Gem of Life 珠光宝气 (2008)
- Yiqian di yanlei 一千滴眼泪 (2008)
- Speech of Silence (2008)
- Off Pedder (2009)
- Beyond the Realm of Conscience (2009)
- Cupid Stupid (2010)
- Ghost Writer (2010)
- Some Day (2010)

- Gemeinsame Normdatei: 14082037X
- International Standard Name Identifier: 0000 0000 7772 0883
- Library of Congress Control Number: no2011134019
- MusicBrainz: 2f3bffce-e80a-4701-9e84-c6a964759dd4
- Virtual International Authority File: 107802761
- WorldCat: E39PBJv8FdBcJVDV69CvQyDrMP